# Pauletta Foppa
Pauletta Foppa (Amilly, 22 dicembre 2000) è una pallamanista francese, pivot del Brest Bretagne e della nazionale francese.
Con la maglia della nazionale ha vinto l'oro olimpico ai Giochi di Tokyo 2020.

## Carriera

### Club
Pauletta Foppa aveva iniziato a giocare anche a calcio e a pallacanestro, per poi prediligere la pallamano. Iniziò a giocare a pallamano nell'USM Montargis, club nel dipartimento del Loiret, mettendosi in evidenza sin da giovanissima. Nel 2014 entrò a far parte del polo sportivo femminile della Ligue Centre-Val de Loire a Orléans, venendo anche chiamata nelle selezioni nazionali giovanili.
Nel 2017 arrivò il primo contratto da professionista col Fleury Loiret, facendo il suo esordio in Division 1, la massima serie del campionato francese. Al termine della stagione 2017-2018 Foppa lasciò il polo sportivo di Orléans e il Fleury Loiret per trasferirsi al Brest Bretagne. Con la squadra bretone fece anche il suo esordio in EHF Champions League nell'edizione 2018-2019. Col Brest Bretagne arrivarono i primi successi nella stagione 2020-2021, conclusa con la vittoria del campionato francese e della Coppa di Francia. Nella stessa annata il Brest raggiunse la finale della Champions League, venendo però sconfitto dalle norvegesi del Vipers Kristiansand. Foppa venne nominata miglior pivot della competizione.

### Nazionale
Pauletta Foppa ha fatto parte della selezione nazionale francese sin da giovanissima, quando entrò nel polo sportivo femminile di Orléans. Nell'aprile 2016 partecipò al primo torneo internazionale, facendo parte della selezione francese under-16 per l'undicesima edizione del campionato delle confederazioni mediterranee a Žabljak, in Montenegro. La Francia vinse la manifestazione superando in finale le padrone di casa montenegrine e Foppa venne nominata miglior pivot del torneo. Nel 2017 arrivò la partecipazione al campionato europeo under-17, concluso dalla Francia al quarto posto e Foppa venne anche in questa occasione nominata miglior pivot del torneo.
Nell'autunno 2018 arrivò la prima chiamata nella nazionale maggiore per uno stage di preparazione al campionato europeo 2018. Il 22 novembre 2018, un mese prima di compiere 18 anni, Foppa fece il suo esordio in nazionale nella vittoria per 22-20 sulla Danimarca nella seconda tappa della Golden League. Pochi giorni dopo ha fatto parte della squadra francese che ha disputato il campionato europeo 2018. La Francia vinse il titolo superando in finale la Russia e per Foppa arrivò la prima medaglia d'oro e il primo successo con la maglia della nazionale. Fece parte anche della nazionale che conquistò la medaglia d'argento al campionato europeo 2020, perdendo la finale dalla Norvegia.
Ha fatto parte della rosa della nazionale che ha partecipato al torneo femminile di pallamano ai Giochi della XXXII Olimpiade, conquistando la medaglia d'oro per la vittoria finale. Grazie a questo successo venne insignita, assieme alle altre compagne di squadra, con la Legion d'onore. Pochi mesi dopo vinse la medaglia d'argento al campionato mondiale 2021, concluso dalla Francia al secondo posto dopo aver perso la finale contro la Norvegia, e venne anche premiata come miglior pivot della manifestazione.

## Palmarès

### Club
- Campionato francese: 1

Brest Bretagne: 2020-2021
- Coppa di Francia: 1

Brest Bretagne: 2020-2021

### Nazionale
- Campionato europeo

 Oro: Francia 2018
 Argento: Danimarca 2020
- Oro olimpico: 1

Tokyo 2020
- Campionato mondiale

 Argento: Spagna 2021

### Individuale
- Miglior pivot al campionato europeo under-17: 1

2017
- Miglior pivot dell'EHF Champions League: 1

2020-2021
- Miglior pivot dei Giochi olimpici: 1

Tokyo 2020
- Miglior pivot del campionato mondiale: 1

Spagna 2021